# Campeonato Mundial de Ciclismo en Ruta de 2015
El LXXXII Campeonato Mundial de Ciclismo en Ruta se realizó en Richmond (Estados Unidos) entre el 19 y el 27 de septiembre de 2015, bajo la organización de la Unión Ciclista Internacional (UCI) y la Unión Ciclista de Estados Unidos.
El campeonato constó de carreras en las especialidades de contrarreloj y de ruta, en las divisiones élite masculino, élite femenino y masculino sub-23; las pruebas de contrarreloj élite se disputaron individualmente y por equipos. En total se otorgaron ocho títulos de campeón mundial.

## Programa
Todas las pruebas tuvieron la meta enfrente del Centro de Conferencias de la ciudad estadounidense.
| Día              | Evento                             | Trayecto                         | Distancia (km) | Ganador                             |
| ---------------- | ---------------------------------- | -------------------------------- | -------------- | ----------------------------------- |
| 20 de septiembre | Contrarreloj por equipos femenina  | Circuito urbano                  | 38,6           | Velocio-SRAM · ( Alemania)          |
| 20 de septiembre | Contrarreloj por equipos masculina | Circuito urbano                  | 38,6           | BMC Racing ( Estados Unidos)        |
| 21 de septiembre | Contrarreloj sub-23 masculina      | Circuito urbano (2 vueltas)      | 29,9           | Mads Würtz Schmidt ( Dinamarca)     |
| 22 de septiembre | Contrarreloj femenina              | Circuito urbano (2 vueltas)      | 29,9           | Linda Villumsen ( Nueva Zelanda)    |
| 23 de septiembre | Contrarreloj masculina             | Kings Dominion–Richmond          | 53,5           | Vasil Kirienka · ( Bielorrusia)     |
| 25 de septiembre | Ruta sub-23 masculina              | Circuito urbano (10 vueltas)     | 162,2          | Kévin Ledanois ( Francia)           |
| 26 de septiembre | Ruta femenina                      | Circuito urbano (8 vueltas)      | 129,8          | Elizabeth Armitstead ( Reino Unido) |
| 27 de septiembre | Ruta masculina                     | Universidad de Richmond–Richmond | 261,4          | Peter Sagan · ( Eslovaquia)         |

1. 1 2  Prueba disputada por equipos ciclistas; en la ceremonia de entrega de medallas, así como en el cuadro de medallas, se cuenta el país de origen del equipo como el ganador de la medalla, aunque el equipo esté compuesto por ciclistas de distintas nacionalidades.
2. ↑  Trayecto de 18,1 km + 15 vueltas a un circuito de 16,22 km.

## Resultados

### Masculino
- Contrarreloj individual

| Puesto | Ciclista       | País        | Tiempo     |
| ------ | -------------- | ----------- | ---------- |
| Oro    | Vasil Kirienka | Bielorrusia | 1:02:29,45 |
| Plata  | Adriano Malori | Italia      | 1:02:38,53 |
| Bronce | Jérôme Coppel  | Francia     | 1:02:56,07 |

- Contrarreloj por equipos

| Puesto | Ciclistas | País                          | Tiempo   |
| ------ | --- | ----------------------------- | -------- |
| Oro    | Rohan Dennis ( Australia) · Silvan Dillier ( Suiza) · Stefan Küng ( Suiza) · Daniel Oss ( Italia) · Taylor Phinney ( Estados Unidos) · Manuel Quinziato ( Italia)            | BMC Racing ( Estados Unidos)  | 42:07,79 |
| Plata  | Tom Boonen ( Bélgica) · Michał Kwiatkowski ( Polonia) · Yves Lampaert ( Bélgica) · Tony Martin ( Alemania) · Niki Terpstra ( Países Bajos) · Rigoberto Urán ( Colombia)      | Etixx-Quick Step · ( Bélgica) | 42:19,32 |
| Bronce | Andrey Amador ( Costa Rica) · Jonathan Castroviejo ( España) · Alex Dowsett ( Reino Unido) · Ion Izagirre ( España) · Adriano Malori ( Italia) · Jasha Sütterlin ( Alemania) | Movistar · ( España)          | 42:38,08 |

- Ruta

| Puesto | Ciclista             | País       | Tiempo  |
| ------ | -------------------- | ---------- | ------- |
| Oro    | Peter Sagan          | Eslovaquia | 6:14:37 |
| Plata  | Michael Matthews     | Australia  | 6:14:40 |
| Bronce | Ramūnas Navardauskas | Lituania   | 6:14:40 |

### Femenino
- Contrarreloj individual

| Puesto | Ciclista             | País          | Tiempo   |
| ------ | -------------------- | ------------- | -------- |
| Oro    | Linda Villumsen      | Nueva Zelanda | 40:29,87 |
| Plata  | Anna van der Breggen | Países Bajos  | 40:32,41 |
| Bronce | Lisa Brennauer       | Alemania      | 40:35,13 |

- Contrarreloj por equipos

| Puesto | Ciclistas | País                            | Tiempo   |
| ------ | --- | ------------------------------- | -------- |
| Oro    | Alena Amialiusik ( Bielorrusia) · Lisa Brennauer ( Alemania) · Karol-Ann Canuel ( Canadá) · Barbara Guarischi ( Italia) · Mieke Kröger ( Alemania) · Trixi Worrack ( Alemania)                             | Velocio-SRAM · ( Alemania)      | 47:35,72 |
| Plata  | Elizabeth Armitstead ( Reino Unido) · Chantal Blaak ( Países Bajos) · Christine Majerus ( Luxemburgo) · Katarzyna Pawłowska ( Polonia) · Evelyn Stevens ( Estados Unidos) · Ellen van Dijk ( Países Bajos) | Boels Dolmans · ( Países Bajos) | 47:42,38 |
| Bronce | Lucinda Brand ( Países Bajos) · Thalita de Jong ( Países Bajos) · Shara Gillow ( Australia) · Roxane Knetemann ( Países Bajos) · Katarzyna Niewiadoma ( Polonia) · Anna van der Breggen ( Países Bajos)    | Rabo-Liv · ( Países Bajos)      | 48:31,84 |

- Ruta

| Puesto | Ciclista             | País           | Tiempo  |
| ------ | -------------------- | -------------- | ------- |
| Oro    | Elizabeth Armitstead | Reino Unido    | 3:23:56 |
| Plata  | Anna van der Breggen | Países Bajos   | 3:23:56 |
| Bronce | Megan Guarnier       | Estados Unidos | 3:23:56 |

### Sub-23
- Contrarreloj individual

| Puesto | Ciclista              | País      | Tiempo   |
| ------ | --------------------- | --------- | -------- |
| Oro    | Mads Würtz Schmidt    | Dinamarca | 37:10,96 |
| Plata  | Maximilian Schachmann | Alemania  | 37:23,16 |
| Bronce | Lennard Kämna         | Alemania  | 37:31,98 |

- Ruta

| Puesto | Ciclista        | País    | Tiempo  |
| ------ | --------------- | ------- | ------- |
| Oro    | Kévin Ledanois  | Francia | 3:54:45 |
| Plata  | Simone Consonni | Italia  | 3:54:45 |
| Bronce | Anthony Turgis  | Francia | 3:54:47 |

## Medallero
| Núm. | País           | Oro | Plata | Bronce | Total |
| ---- | -------------- | --- | ----- | ------ | ----- |
| 1    | Alemania       | 1   | 1     | 2      | 4     |
| 2    | Francia        | 1   | 0     | 2      | 3     |
| 3    | Estados Unidos | 1   | 0     | 1      | 2     |
| 4    | Bielorrusia    | 1   | 0     | 0      | 1     |
| 4    | Dinamarca      | 1   | 0     | 0      | 1     |
| 4    | Eslovaquia     | 1   | 0     | 0      | 1     |
| 4    | Nueva Zelanda  | 1   | 0     | 0      | 1     |
| 4    | Reino Unido    | 1   | 0     | 0      | 1     |
| 9    | Países Bajos   | 0   | 3     | 1      | 4     |
| 10   | Italia         | 0   | 2     | 0      | 2     |
| 11   | Australia      | 0   | 1     | 0      | 1     |
| 11   | Bélgica        | 0   | 1     | 0      | 1     |
| 13   | España         | 0   | 0     | 1      | 1     |
| 13   | Lituania       | 0   | 0     | 1      | 1     |
|      | TOTAL          | 8   | 8     | 8      | 24    |